# Marek Sadowski (piłkarz)
Marek Sadowski (ur. 8 marca 1959 w Sławatyczach) – polski piłkarz, obrońca, jednokrotny reprezentant B-kadry Polski (mecz z Czechosłowacją w 1985 roku), działacz sportowy.

## Kariera piłkarska
Karierę piłkarza rozpoczynał w Lubliniance. W swojej karierze występował w polskiej ekstraklasie, gdzie rozegrał 70 meczów i strzelił 5 bramek. W ekstraklasie reprezentował barwy trzech klubów: Radomiaka Radom, Motoru Lublin i Siarki Tarnobrzeg. Występował również na boiskach w Finlandii - PPT Pori i w Stanach Zjednoczonych - New Jersey Imperial.

## Kariera trenerska
Trenował kilka klubów w niższych klasach rozgrywkowych: Polonię Przemyśl, Legion Tomaszowice, Czarnych Dęblin i Granicę Lubyczę Królewską. W 2005 roku został trenerem beniaminka V ligowej Łady Biłgoraj, gdzie największe sukcesy odniósł właśnie z biłgorajskim klubem, awansując w sezonie 2006/2007 ponownie do III ligi. Później trenował takie kluby jak: Orlęta Radzyń Podlaski, POM Iskra Piotrowice, Lublinianka Wieniawa Lublin, Orion Niedrzwica Duża i Tomasovii Tomaszów Lubelski.
W grudniu 2019 został trenerem Unii Hrubieszów.